# St. Norbert (Ilberstedt)

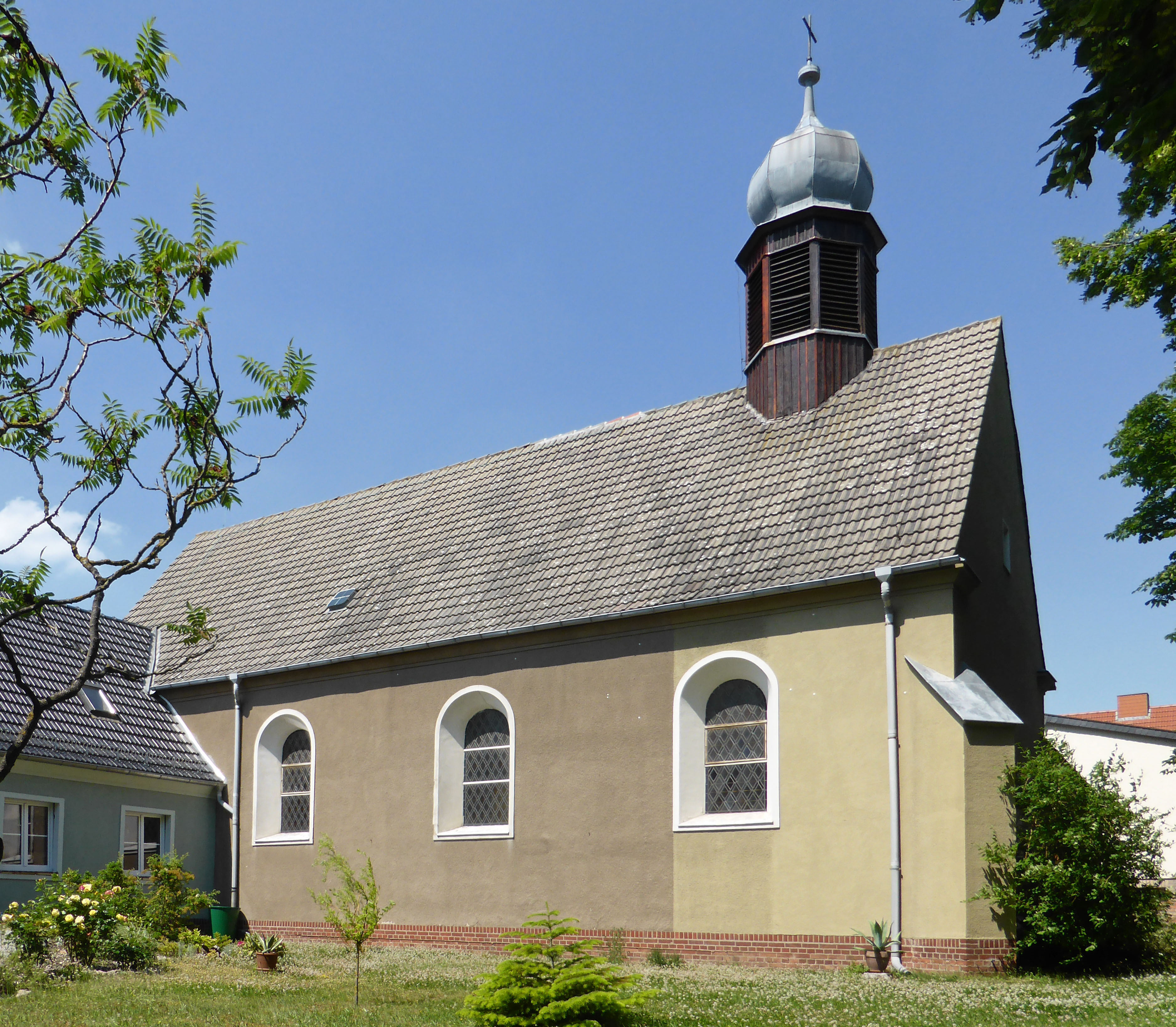
St.-Norbert-Kirche

Die Kirche Sankt Norbert ist die katholische Kirche in Ilberstedt, einer Gemeinde im Salzlandkreis in Sachsen-Anhalt. Die nach dem Heiligen Norbert von Xanten, dem Patron des Bistums Magdeburg, benannte Kirche gehört zur Pfarrei St. Bonifatius Bernburg, im Dekanat Egeln des Bistums Magdeburg.

## Geschichte
In dem mit der Reformation protestantisch gewordenen Ilberstedt ließen sich ab Mitte des 19. Jahrhunderts wieder Katholiken nieder. 1894 erfolgte im rund fünf Kilometer entfernten Güsten die Errichtung einer zur Pfarrei Bernburg gehörenden Kirchengemeinde in Form einer Missionsvikarie, der auch Ilberstedt zugeordnet wurde.
Zum 20. März 1929 erfolgte, zeitgleich mit Westeregeln, die Gründung einer katholischen Kirchengemeinde. Zu der bereits an der Breiten Straße vorhandenen katholischen Schule wurde ein Nachbargrundstück hinzugekauft und 1936/37 die St.-Norbert-Kirche erbaut, die ursprünglich nach dem heiligen Liborius, dem Patron des Paderborner Domes und des Erzbistums Paderborn, benannt werden sollte. Am Palmsonntag, dem 21. März 1937, erfolgte die Benediktion der Kirche. Am 28. August 1938 folgte die bischöfliche Konsekration der Kirche durch Weihbischof Augustinus Philipp Baumann aus dem Erzbistum Paderborn, zu dem Ilberstedt damals gehörte. Am 1. Juli 1953 wurde das Dekanat Bernburg errichtet, in dem die Filialkirchengemeinde Ilberstedt der Pfarrei Unbefleckte Empfängnis in Güsten zugeordnet war.
Der letzte ortsansässige Geistliche in Ilberstedt war Johannes Müller, der 1973 in den Ruhestand trat. Danach hatte eine Seelsorgehelferin ihren Sitz in Ilberstedt. Aufgrund der geringer werdenden Katholikenzahl wurde am 1. September 1996 das Dekanat Bernburg wieder aufgelöst und dem Dekanat Egeln angeschlossen. Zum 1. April 2006 wurde der Gemeindeverbund Bernburg – Ilberstedt – Nienburg errichtet, der neben der Pfarrvikarie St. Norbert in Ilberstedt auch die Pfarrei St. Bonifatius in Bernburg sowie die Pfarrvikarien St. Johannes Baptist in Bernburg und St. Nikolaus in Nienburg umfasste. Damals gehörten zur Pfarrvikarie Ilberstedt rund 120 Katholiken. Am 2. Mai 2010 wurde aus dem Gemeindeverbund die heutige Pfarrei St. Bonifatius Bernburg.

## Architektur und Ausstattung
Die kleine einschiffige Saalkirche steht nahe dem nördlichen Ortsrand von Ilberstedt, auf dem Grundstück Breite Straße 31. Das Langhaus wurde als Putzbau auf Klinkersockel errichtet und hat ein Satteldach mit einem Dachreiter im Osten. Der achtseitige Dachreiter wird von einer geschwungenen Haube abgeschlossen und von einer Spitze mit Kreuz bekrönt. An der westlichen Südseite schließt sich quer das Pfarrhaus an. Die Norbertkirche wird durch ein Portal an der Ostseite erschlossen. Der schlichte Innenraum wird von einer Flachdecke abgeschlossen. Das Kirchengestühl lässt einen Mittelgang frei. Den Altarraum an der Westseite dominiert ein Kreuz, an der Rückwand ist der Tabernakel platziert.